# Aurel Suciu

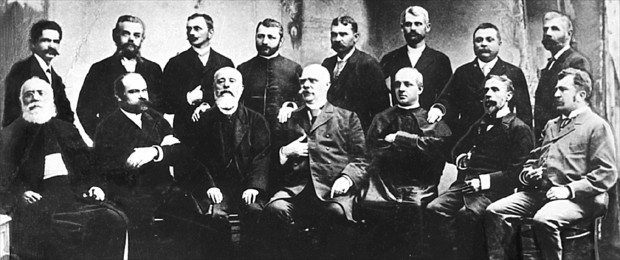
Semnatarii Memorandumului
Rândul de sus (de la stânga la dreapta): Dionisie Roman, Patriciu Barbu, Dr. D.O.Barcianu, Gherasim Domide, Dr. Teodor Mihali, Dr. Aurel Suciu, Mihaiu Veliciu, Rubin Patița
Rândul de jos (de la stânga la dreapta): Niculae Cristea, Iuliu Coroianu, Gheorghe Pop de Băsești, Dr. Ioan Rațiu, Dr. Vasile Lucaciu, Dimitrie Comșa, Septimiu Albini

Aurel Suciu (n. 1853, Chitighaz, comitatul Bichiș, Imperiul Austriac – d. 1898, Arad, Austro-Ungaria) a fost un om politic român din Transilvania. În cadrul partidului național român din Transilvania, Suciu a făcut parte din gruparea celor care militau pentru obținerea drepturilor politice și culturale ale românilor din Imperiul Habsburgic. A fost unul dintre inițiatorii și conducătorii acțiunii de întocmire a Memorandumului din 1892, fapt pentru care a fost condamnat de către autoritățile maghiare la închisoare.